# Jilm ve Vlkovicích
Jilm ve Vlkovicích byl památný strom ve Vlkovicích u Mariánských Lázní v okrese Cheb v Karlovarském kraji. Dvojitý jilm horský (Ulmus glabra) rostl v zahradě čp. 17 odolával dlouho grafióze, možná díky nadmořské výšce 667 m.
Obvod jeho kmene měřil 521 cm, výška dosahovala 32 m (měření 2000) a koruna se rozkládala do šířky 18 m (měření 1993). Strom byl chráněn od roku 1993 pro svůj vzrůst a stáří.

## Zánik
V listopadu 2017 bylo provedeno místní šetření stavu památných stromů v CHKO Slavkovský les. Bylo zjištěno, že strom zcela odumřel vlivem grafiózy a dřívějšího úderu blesku a představuje akutní nebezpečí pro osoby a majetek. Došlo k zahájení řízení o zrušení ochrany, neboť stav stromu je nezvratitelný a neexistují již důvody, pro něž byl strom chráněn. Vyhláškou AOPK byla ochrana stromu zrušena k 9. lednu 2018.

## Stromy vokolí
- Lípa v Ovesných Kladrubech
- Buky u kostela Nanebevzetí Panny Marie
- Javor u Ferdinandova pramene
- Dub u Hamrnického zámečku